# كونجرا
كونجرا مجتمع مسلم يوجد في شمال الهند، ووسط الهند.